# 殯葬學
殯葬學，是建立於生死學基礎的學科。殯葬是人類社會相當重要的文化現象與生命禮儀，有營利及非營利事業之特性。殯葬學是學術界對殯葬事業經營管理的研究。內容包括：公墓、火化場、骨灰（骸）存放、殯葬服務、顧客滿意、臨終關懷與悲傷輔導、風水等。

## 概說
以殯葬服務(Funeral Service)中禮儀接待、大體化妝、修復、焚化、撿骨、安葬入塔、代理家屬安排行程、悲傷撫慰等一切有關行為作為研究。另外學理上也特別注重在家庭成員的輩分稱呼，過世的繼承、文書、訃聞等。如遇到不同宗教信仰的客戶需特別分隔靈堂奠禮會場，安葬時墳墓和埋葬儀式亦同。

## 內容
- 殯葬衛生學
- 殯葬管理學
- 殯葬文化學[5]

## 關聯項目
- 死亡學
- 生死學
- 宗教學

## 引用來源
1. ↑  鄭志明. . 台灣: 東方出版社. 2010-06-01  [2019-11-07]. ISBN 9787506038560. （原始内容存档于2019-11-07）.
2. ↑  鄭志明; 陳繼成. . 台灣: 國立空大. 2008-12-01  [2019-11-07]. ISBN 9789576618383. （原始内容存档于2019-11-07）.
3. ↑  鄭志明; 鄧文龍.萬金川. . 台灣: 國立空大. 2008-12-01  [2019-11-07]. ISBN 9789576618284. （原始内容存档于2019-11-07）.
4. ↑  鄭志明. . 台灣: 文津. 2012-11-01  [2019-11-07]. ISBN 9789576689710. （原始内容存档于2019-11-07）.
5. ↑  鈕則誠. . 台灣: 威仕曼文化. 2006-01-15  [2019-11-07]. ISBN 9868173442. （原始内容存档于2019-11-07）.